# Euclasta sidamona
Euclasta sidamona là một loài bướm đêm trong họ Crambidae.